# Okopy (województwo mazowieckie)
Okopy – wieś w Polsce położona w województwie mazowieckim, w powiecie sochaczewskim, w gminie Nowa Sucha. Ma status sołectwa.
| SIMC    | Nazwa       | Rodzaj    |
| ------- | ----------- | --------- |
| 0733910 | Juliuszówek | część wsi |
| 0733926 | Reduta      | część wsi |
| 0733932 | Wojenna     | część wsi |

W latach 1975–1998 miejscowość położona była w województwie skierniewickim.
W czasie I wojny światowej miejsce ciężkich walk (blisko 9 miesięcy stacjonowania wojsk). Znajduje się tutaj zaniedbany niemiecki cmentarz wojskowy. Wieś zasiedlona została po I wojnie światowej.
Na skraju lasu znajduje się zapomniany cmentarz żołnierzy z I wojny światowej.